# 536-os busz
Az 536-os jelzésű regionális autóbusz Abony, Kossuth tér és Törtel, községháza között közlekedik. A járatot a MÁV Személyszállítási Zrt. üzemelteti.

## Története
A korábbi 2426-os járat 2016. december 12-étől 536-os jelzéssel közlekedik.

## Megállóhelyei
| 0  | Abony, Kossuth tér végállomás | 15 | 531, 534, 535, 553 1079           |
| 12 | Törtel, tetétleni elágazás    | 3  | 537, 540, 541, 542 1464           |
| 15 | Törtel, községháza végállomás | 0  | 537, 540, 541, 542, 543, 553 1464 |